# Mannschaftskader der polnischen Mannschaftsmeisterschaft im Schach 1969
Die Liste der Mannschaftskader der polnischen Mannschaftsmeisterschaft im Schach 1969 enthält (soweit bekannt) alle Spieler, die in der Endrunde der polnischen Mannschaftsmeisterschaft im Schach 1969 mindestens einmal eingesetzt wurden, mit ihren Ergebnissen.

## Allgemeines
Punktbeste Spielerin war Apolonia Litwińska (Hetman Wrocław) mit 9 Punkten aus 10 Partien. Sławomir Wach (Start Lublin) erreichte 8,5 Punkte aus 11 Partien, Andrzej Łuczak (Start Łódź), Bogdan Pietrusiak (Lech Poznań), Julian Gralka (Pocztowiec Poznań) und Zdzisław Wojcieszyn (Start Lublin) je 8 Punkte aus 11 Partien.

## Legende
Die nachstehenden Tabellen enthalten folgende Informationen:
- Nr.: Ranglistennummer; ein zusätzliches "J" bezeichnet Jugendliche, ein zusätzliches "W" Frauen
- Titel: FIDE-Titel zum Zeitpunkt des Turniers; IM = Internationaler Meister, WIM = Internationale Meisterin der Frauen
- Pkt.: Anzahl der erreichten Punkte
- Partien: Anzahl der gespielten Partien

## WKSz Legion Warszawa
| Nr. | Titel | Name                | Pkt. | Partien |
| --- | ----- | ------------------- | ---- | ------- |
| 1   |       | Jan Adamski         | 3,5  | 7       |
| 2   |       | Janusz Szukszta     | 5    | 10      |
| 3   |       | Andrzej Filipowicz  | 6,5  | 11      |
| 4   |       | Rafał Marszałek     | 7,5  | 11      |
| 5   |       | Władysław Schinzel  | 2,5  | 5       |
| 6   | IM    | Kazimierz Plater    | 8    | 11      |
| 7   |       | Marek Fijałkowski   | 3,5  | 5       |
| 8   |       | Leon Tomaszewicz    | 1,5  | 2       |
| 9   |       | Anatol Łokasto      | 2    | 3       |
| J1  |       | Konstanty Kaiszauri | 5,5  | 11      |
| J2  |       | Wacław Ufnal        | 0    | 1       |
| W1  |       | Jolanta Szota       | 7    | 11      |

## KS Maraton Warszawa
| Nr. | Titel | Name                     | Pkt. | Partien |
| --- | ----- | ------------------------ | ---- | ------- |
| 1   |       | Romuald Grąbczewski      | 6    | 11      |
| 2   |       | Stefan Witkowski         | 4,5  | 11      |
| 3   |       | Stefan Brzózka           |      |         |
| 4   |       | Roman Dworzyński         | 7,5  | 11      |
| 5   |       | Wojciech Zabierzański    |      |         |
| 6   |       | Wiesław Juchimiuk        |      |         |
| J1  |       | Aleksander Sznapik       |      |         |
| W1  |       | Elżbieta Kowalska-Lipska | 7,5  | 11      |

## MZKS Pocztowiec Poznań
| Nr. | Titel | Name                    | Pkt. | Partien |
| --- | ----- | ----------------------- | ---- | ------- |
| 1   | IM    | Włodzimierz Schmidt     | 4    | 11      |
| 2   |       | Adam Mięsowicz          |      |         |
| 3   |       | Przemysław Ereński      |      |         |
| 4   |       | Marian Nowacki          |      |         |
| 5   |       | Julian Gralka           | 8    | 11      |
| 6   |       | Eugeniusz Półtorak      |      |         |
| 7   |       | Lech Tarkowski          |      |         |
| J1  |       | Włodzimierz Kruszyński  |      |         |
| W1  |       | Hanna Ereńska-Radzewska | 6    | 7       |
| W2  |       | Józefa Małolepsza       |      | 4       |

## MKS Start Lublin
| Nr. | Titel | Name                  | Pkt. | Partien |
| --- | ----- | --------------------- | ---- | ------- |
| 1   | IM    | Jacek Bednarski       | 8    | 11      |
| 2   |       | Krzysztof Pytel       |      |         |
| 3   |       | Zbigniew Jamroz       | 7    | 11      |
| 4   |       | Krzysztof Zakrzewski  |      |         |
| 5   |       | Zdzisław Wojcieszyn   | 8    | 11      |
| 6   |       | Zenon Gosek           |      |         |
| J1  |       | Sławomir Wach         | 8,5  | 11      |
| W1  |       | Bożena Ziemecka-Pytel |      |         |

## SKS Start Łódź
| Nr. | Titel | Name               | Pkt. | Partien |
| --- | ----- | ------------------ | ---- | ------- |
| 1   |       | Horst Podolski     |      |         |
| 2   |       | Andrzej Łuczak     | 8    | 11      |
| 3   |       | Jan Gadaliński     |      |         |
| 6   |       | Ryszard Wolny      | 6    | 8       |
| 7   |       | Ryszard Zgorzelski |      |         |
| 8   |       | Kazimierz Wenerski |      |         |
| J1  |       | Bogdan Redlich     |      |         |
| W1  |       | Anna Hellwig       |      |         |

## KKS Hetman Wrocław
| Nr. | Titel | Name                  | Pkt. | Partien |
| --- | ----- | --------------------- | ---- | ------- |
| 1   |       | Lutosław Manasterski  |      |         |
| 2   |       | Władysław Pojedziniec |      |         |
| 3   |       | Zbigniew Terlecki     |      |         |
| 4   |       | Czesław Błaszczak     |      |         |
| 5   |       | Jerzy Łaszkiewicz     |      |         |
| 6   |       | Jan Marcinkiewicz     |      |         |
| J1  |       | Wiesław Stolarski     |      |         |
| W1  |       | Apolonia Litwińska    | 9    | 10      |

## KS Hutnik Nowa Huta
| Nr. | Titel | Name                  | Pkt. | Partien |
| --- | ----- | --------------------- | ---- | ------- |
| 1   | IM    | Jerzy Kostro          | 5,5  | 11      |
| 2   |       | Ryszard Gąsiorowski   |      |         |
| 3   |       | Kazimierz Steczkowski |      |         |
| 4   |       | Stanisław Porębski    |      |         |
| 5   |       | Józef Lesiak          |      |         |
| 6   |       | Tadeusz Maczek        |      |         |
| J1  |       | Zbigniew Nagrocki     |      |         |
| W1  |       | Maria Gąsiorowska     |      |         |

## KS Start Katowice
| Nr. | Titel | Name                   | Pkt. | Partien |
| --- | ----- | ---------------------- | ---- | ------- |
| 1   |       | Henryk Śliwiński       |      |         |
| 2   |       | Stanisław Kornasiewicz |      |         |
| 3   |       | Jacek Bielczyk         |      |         |
| 4   |       | Wacław Łuczynowicz     |      |         |
| 5   |       | Zygmunt Kloza          |      |         |
| 6   |       | Marek Szpakowski       |      |         |
| J1  |       | Zbigniew Hurnik        |      |         |
| W1  |       | Aleksandra Szpakowska  |      | 10      |
| W2  | WIM   | Krystyna Radzikowska   |      | 1       |

## KKS Lech Poznań
| Nr. | Titel | Name               | Pkt. | Partien |
| --- | ----- | ------------------ | ---- | ------- |
| 1   | IM    | Zbigniew Doda      | 5    | 11      |
| 2   |       | Bogdan Pietrusiak  | 8    | 11      |
| 3   |       | Ryszard Bernard    | 4    | 7       |
| 4   |       | Czesław Kędziora   | 5    | 11      |
| 5   |       | Bolesław Rożański  | 1    | 9       |
| 6   |       | Bolesław Musiał    | 3    | 8       |
| 7   |       | Tadeusz Zieliński  | 3,5  | 9       |
| J1  |       | Ignacy Nowak       | 6    | 11      |
| W1  |       | Danuta Adamczewska | 4,5  | 11      |

## WKSz Wrocław
| Nr. | Titel | Name                       | Pkt. | Partien |
| --- | ----- | -------------------------- | ---- | ------- |
| 1   |       | Benedykt Serwiński         |      |         |
| 2   |       | Janusz Śledziewski         |      |         |
| 3   |       | Władysław Paczuski         |      |         |
| 4   |       | Tadeusz Drelinkiewicz      |      |         |
| 5   |       | Erwin Tiberger             |      |         |
| 6   |       | Zdzisław Kwaśniewski       |      |         |
| J1  |       | Andrzej Maciejczak         |      |         |
| W1  |       | Danuta Samolewicz-Owczarek |      |         |

## FKS Avia Świdnik
| Nr. | Titel | Name               | Pkt. | Partien |
| --- | ----- | ------------------ | ---- | ------- |
| 1   |       | Andrzej Sydor      |      |         |
| 2   |       | Tomasz Murat       |      |         |
| 3   |       | Mieczysław Burdaś  |      |         |
| 4   |       | Henryk Pająk       |      |         |
| 5   |       | Zdzisław Marciniak |      |         |
| J1  |       | Zbigniew Księski   | 7,5  | 10      |
| J2  |       | Jacek Mardarowicz  |      |         |
| W1  |       | Irena Kasprzyk     |      |         |

## KS Anilana Łódź
| Nr. | Titel | Name               | Pkt. | Partien |
| --- | ----- | ------------------ | ---- | ------- |
| 1   |       | Witold Balcerowski | 7,5  | 10      |
| 2   |       | Tadeusz Żółtek     |      |         |
| 3   |       | Jan Łachut         |      |         |
| 4   |       | Romuald Grzelak    |      |         |
| 5   |       | Andrzej Najdekier  |      |         |
| 6   |       | Piotr Gałązka      |      |         |
| J1  |       | Szczepaniak        |      |         |
| W1  |       | Wanda Żółtek       |      |         |